# Филота Фила
Филота Фила (Битољ, 1914 − Београд, 1983) био је југословенски и српски адвокат, цинцарског порекла.

## Биографија
Филота Фила је рођен 1914. године у цинцарској породици у Битољу. Његов отац Тома је заједно са братом држао кујунџијску радњу. Мајка Атина Ана Псарику је потицала из богате битољске породице. Имали су четворо деце: Антигону, Фаницу, Косту и Филоту.
Филота је завршио грчку основну школу и српску гимназију. Уписао је Правни факултет Универзитета у Београду, пошто је то био једини факултет на којем су студије биле бесплатне, што је било значајно будући да је млад остао без оца и стабилних прихода. На студијама се упознао са Милованом Ђиласом и Лазаром Колишевским, будућим високим функционерима Комунистичке партије Југославије, од којих је усвојио комунистичке идеје. Дипломирао је 1937. године, а 1939. године је положио адвокатски испит.
Радио је у адвокатској канцеларији Поповић која се налазила у хотелу Москва. Оженио се са Елом, кћерком београдског трговца Николе Сапунџића, 1940. године. Потом је радио као судијски приправник у Ресену, Дебру и родном Битољу, где му се 29. јула 1941. године родио син, коме су дали име Тома, по деди. Из Битоља су га протерале бугарске окупационе власти на почетку Другог светског рата.
Постао је судијски приправник у Умци и касније адвокатски приправник код адвоката Здравка Исаиловића из Београда. Породицу је изместио у Неготин, да би се крајем прве ратне године повезао са партизанским илегалцима у Београду. Ухапшен је 1943. године и испитиван у Палати Ратнички дом, где је био затвор Гестапоа. Претходно је ухапшен партизански курир са наредбом да се Фила пребаци у Космајски партизански одред, што је довело и до његовог хапшења. Убрзо је пребачен на Бањички логор и потом транспортован у концентрациони логор Маутхаузен-Гусен. По ослобођењу је са осталим логорашима пешке отишао за Беч. Тамо је установљено да болује од туберкулозе и да има свега 40 килограма.
Када се вратио у Југославију, његов друг са студија Лазар Колишевски, председник Владе Народне Републике Македоније, именовао га је за шефа полиције за јужну Македонију. Убрзо је напустио ту функцију и отворио адвокатску канцеларију у Битољу, септембра 1945. године. Бранио је своју тетку Олимпију која је покушала да илегално пребегне у Грчку и на том суђењу је изјавио да: „не могу неписмени људи да воде државу”. Његова тетка је стрељана, а Филота је осуђен на затворску казну и губитак политичких и грађанских права 1946. године. Кратко је током 1947. године био председник Арбитражног суда у Битољу.
По одслуженој казни се преселио са породицом у Београд. Отворио је адвокатску канцеларију у Гроцкој, која је тада имала и суд. Постао је један од најпознатијих адвоката у Југославији, а убрзо је са њим почео да ради и његов син Тома Фила.
Филота је био велики противник смртне казне. Написао је књигу „Бранио сам на смрт осуђене” 1970. године, као и књигу „Истина о Шефки”, која се бави Шефком Хоџић из Јусића код Зворника, његовим најпознатијим клијентом. Своју најпознатију књигу „Против смртне казне” је објавио 1980. године, о свом трошку.
Умро је 1983. године у Београду.

## Дела
- Бранио сам на смрт осуђене, Просвета, Београд 1970.
- Истина о Шефки, Графика-прес, Београд.
- Против смртне казне, Београд 1980.